# Emiratos Árabes Unidos en los Juegos Olímpicos de la Juventud 2018
Emiratos Árabes Unidos compitió en los Juegos Olímpicos de la Juventud 2018 en Buenos Aires, Argentina, celebrados entre el 6 y el 18 de octubre de 2018. Su delegación logró una medalla de plata en los juegos.

## Medallero
| Medalla       | Oro | Plata | Bronce | Total |
| ------------- | --- | ----- | ------ | ----- |
| Total oficial | 0   | 1     | 0      | 0     |

## Ecuestre
Emiratos Árabes Unidos clasificó a un corredor en base a su clasificación en el Ranking FEI World Jumping Challenge.
- Salto individual - 1 atleta

## Golf
Emiratos Árabes Unidos recibió una cuota de dos atletas para competir por el comité tripartito.
- Individual masculino - 1 plaza
- Individual femenino - 1 plaza

## Tiro deportivo
El comité tripartito otorgó a Emiratos Árabes Unidos una plaza para competir en tiro deportivo.
- 10m rifle femenino - 1 plaza